# Oemopteryx glacialis
Oemopteryx glacialis is een steenvlieg uit de familie vroege steenvliegen (Taeniopterygidae). De wetenschappelijke naam van de soort is voor het eerst geldig gepubliceerd in 1848 door Barnston.
De soort komt voor in het oosten van Noord-Amerika.